# Pinacoteca Universitaria Alfonso Michel

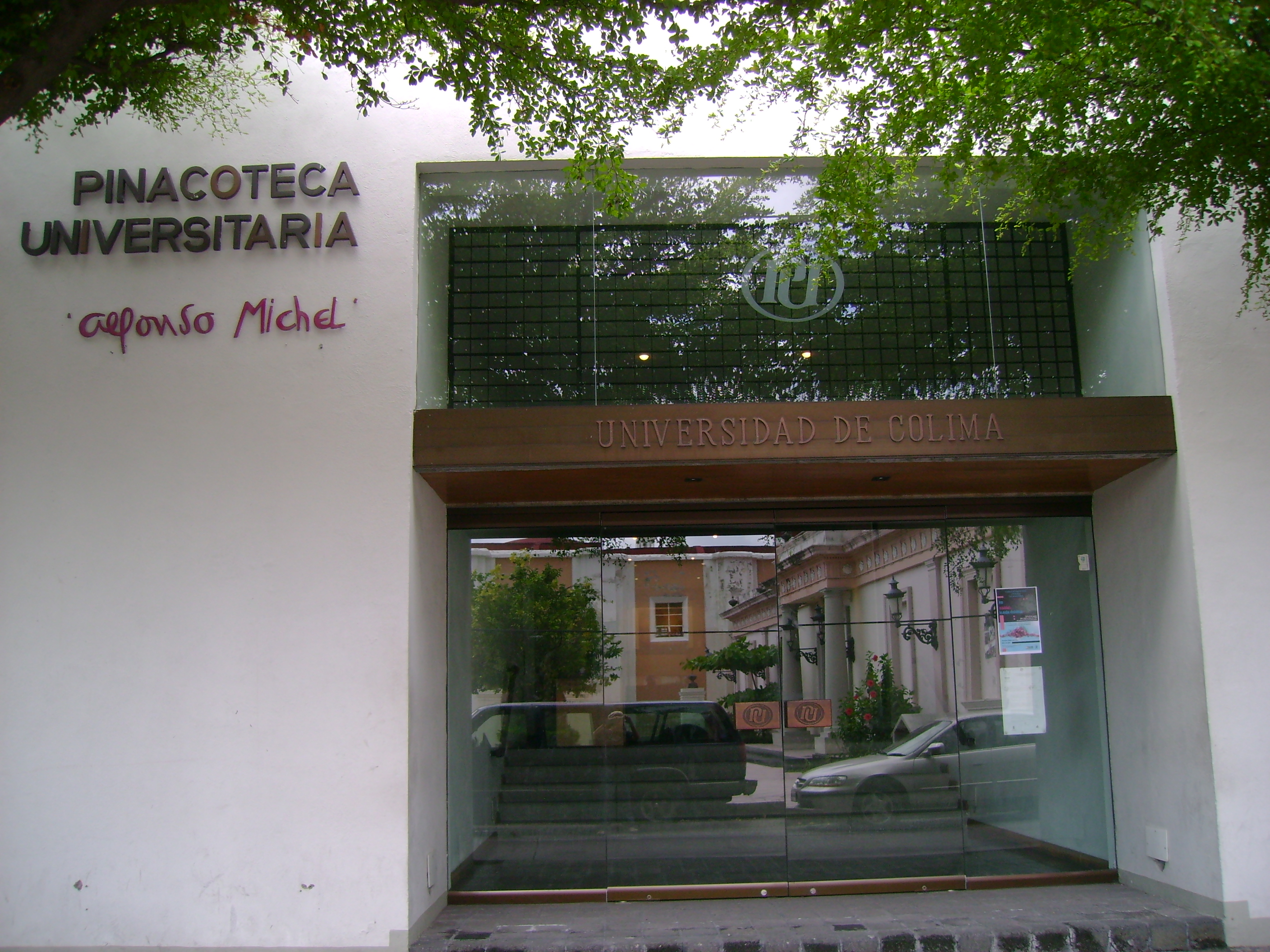
Pinacoteca Universitaria Alfonso Michel.

La Pinacoteca Universitaria Alfonso Michel es un museo ubicado en el centro de Colima, en el municipio de Colima en Colima para honrar la memoria del pintor Alfonso Michel. Se trata de dos antiguas casas del centro de la ciudad de Colima que fueron restauradas por el arquitecto Gonzalo Villa Chávez para resguardar una extensa colección perteneciente a la Universidad de Colima. Entre las obras se encuentran algunos autores oriundos del estado de Colima como Jorge Chávez Carrillo o Gabriel Portillo del Toro. 